# Suanpan
A menção mais antiga a um suanpan (ábaco chinês) é encontrada num livro do século I da Dinastia Han Oriental, o Notas Suplementares na Arte das Figuras escrito por Xu Yue.
No entanto, o aspecto exato deste suanpan é desconhecido.
Habitualmente, um suanpan tem cerca de 20 cm de altura e vem em variadas larguras, dependendo do fabricante.
Tem habitualmente mais de sete hastes.
Existem duas contas em cada haste na parte de cima e cinco na parte de baixo, para números decimais e hexadecimais.
Ábacos mais modernos tem uma conta na parte de cima e quatro na parte de baixo.
As contas são habitualmente redondas e feitas em madeira.
O Suan Pan é uma moldura em madeira, com algumas hastes, geralmente mais de 7 hastes.
Em cada haste, existem 2 grupos de contas, as contas superiores e as contas inferiores.
As contas superiores representam 5, cada conta, e as contas inferiores representam 1 cada uma.
Existe 2 contas superiores e 5 contas inferiores em cada haste.
Quando as contas superiores estão para cima e as contas inferiores estão para baixo, o Suan Pan está "zerado", ou seja, não há número nenhum representado naquele momento.
Isso significa também que o Suan Pan foi feito para cálculos hexadecimais, ou seja, a contagem básica é do 1 ao 16, e não do 1 ao 10, como no Ocidente.
Foi assim que o Suan Pan chegou ao Japão, que ganhou o nome de Soroban, e foi aperfeiçoado e adaptado para o Sistema Decimal, ou seja, para contar de 1 ao 10, e não mais do 1 ao 16.
Dessa forma, o Soroban tem 1 conta que representa o 5 na parte de cima e 4 contas que representam 1 unidade cada, quando não estão "zeradas".
Se quiser saber mais sobre o Soroban Moderno.
Voltando ao Suan Pan, para se configurar um número, basta mudar a posição das contas, as de cima movimenta-se para baixo, representando 5 cada uma, ou seja, é possível configurar até o número 10, na parte de cima (diferente do Soroban Moderno, em que é possível configurar 5, simplificando para nós ocidentais).
E, para configurar as contas inferiores, basta movimentá-los para cima, podendo ter no máximo 5 unidades em cada haste.
Somando o total possível em cada haste, teremos 15, quando todas as contas não estiverem na posição inicial (lembre-se que a posição inicial significa que o Suan Pan está zerado).
E, claro, os suanpans não foram feitos somente para contar, mas para realizar cálculos.
O suanpan pode ser usado para calcular operações que utilizam a multiplicação, a divisão, a adição, a subtracção, a raiz quadrada e a raiz cúbica em grande velocidade.
No famoso quadro Cenas à Beira-mar no Festival de Qingming pintado por Zhang Zeduan (1085-1145) durante a Dinastia Songue (960–1297), um suanpan é claramente visto ao lado de um livro de encargos e de prescrições do doutor na secretária de um apotecário.
A similaridade do ábaco romano com o suanpan sugere que um pode ter inspirado o outro, pois existem evidências de relações comerciais entre o Império Romano e a China.
No entanto, nenhuma ligação direta é passível de ser demonstrada, e a similaridade dos ábacos pode bem ser coincidência, ambos derivando da contagem de cinco dedos por mão.
Onde o modelo romano tem 4 mais 1 bolas por espaço decimal, o suanpan padrão tem 5 mais 2, podendo ser utilizado com números hexadecimais, ao contrário do romano.
Em vez de funcionar em cordas como os modelos chinês e japonês, o ábaco romano funciona em sulcos, provavelmente fazendo os cálculos mais difíceis.
Outra fonte provável do suanpan são as pirâmides numéricas chinesas, que operavam com o sistema decimal mas não incluíam o conceito de zero.
O zero foi provavelmente introduzido aos chineses na Dinastia Tangue (618–907), quando as viagens no Oceano Índico e no Médio Oriente teriam dado contato direto com a Índia e o Islão, permitindo-lhes saber o conceito de zero e do ponto decimal de mercantes e matemáticos indianos e islâmicos.
O suanpan migrou da China para a Coreia e para o Japão por volta do ano 1400 ou 1600.
Os coreanos chamam-lhe jupan (주판), supan (수판) or jusan (주산).
No Japão é chamado Soroban (そろばん em hiragana).